# Magdalena Lobnig
Magdalena Lobnig, född 19 juli 1990, är en österrikisk roddare.
Lobnig tävlade för Österrike vid olympiska sommarspelen 2016 i Rio de Janeiro, där hon slutade på 6:e plats i singelsculler. Vid olympiska sommarspelen 2020 i Tokyo tog Lobnig brons i singelsculler.